# Космос-2073
Космос-2073 је један од преко 2400 совјетских вјештачких сателита лансираних у оквиру програма Космос.
Космос-2073 је лансиран са космодрома Плесецк, СССР, 17. априла 1990. Ракета-носач Сојуз је поставила сателит у орбиту око планете Земље. Маса сателита при лансирању је износила 6300 килограма. Космос-2073 је био војни сателит за фотографску картографију.